# Gymnastique artistique aux Jeux olympiques d'été de 2008 - Général individuel hommes
Pour un article plus général, voir Gymnastique artistique aux Jeux olympiques d'été de 2008.
Navigation
Athènes 2004 Londres 2012
Résultats de la compétition générale individuelle hommes lors des Jeux olympiques d'été de 2008 de Pékin.

## Résultats
| Rang                                | Gymnaste                     | Pays            | Sol    | Cheval d'arçon | Anneaux | Saut   | Barres parallèles | Barre fixe | Total  |
| ----------------------------------- | ---------------------------- | --------------- | ------ | -------------- | ------- | ------ | ----------------- | ---------- | ------ |
| Médaille d'or, Jeux olympiques      | Yang Wei                     | Chine           | 15.250 | 15.275         | 16.625  | 16.550 | 16.100            | 14.775     | 94.575 |
| Médaille d'argent, Jeux olympiques  | Kohei Uchimura               | Japon           | 15.825 | 13.275         | 15.200  | 16.300 | 15.975            | 15.400     | 91.975 |
| Médaille de bronze, Jeux olympiques | Benoît Caranobe              | France          | 15.350 | 14.875         | 15.175  | 16.600 | 15.050            | 14.875     | 91.925 |
| 4                                   | Hiroyuki Tomita              | Japon           | 15.100 | 15.425         | 13.850  | 16.200 | 16.000            | 15.675     | 91.750 |
| 5                                   | Sergey Khorokhordin          | Russie          | 15.150 | 15.100         | 15.400  | 15.300 | 15.700            | 15.050     | 91.700 |
| 6                                   | Maksim Devyatovskiy          | Russie          | 15.225 | 15.200         | 15.625  | 15.225 | 15.325            | 15.100     | 91.700 |
| 7                                   | Fabian Hambüchen             | Allemagne       | 15.625 | 14.375         | 15.025  | 15.975 | 15.275            | 15.400     | 91.675 |
| 8                                   | Yang Tae-young               | Corée du Sud    | 15.225 | 14.300         | 14.900  | 16.075 | 16.350            | 14.750     | 91.600 |
| 9                                   | Jonathan Horton              | États-Unis      | 15.600 | 13.675         | 15.575  | 16.100 | 15.275            | 15.350     | 91.575 |
| 10                                  | Rafael Martínez              | Espagne         | 15.450 | 15.000         | 14.375  | 15.575 | 15.525            | 15.575     | 91.500 |
| 11                                  | Kim Dae-Eun                  | Corée du Sud    | 15.225 | 13.650         | 15.400  | 15.625 | 16.000            | 14.875     | 90.775 |
| 12                                  | Alexander Artemev            | États-Unis      | 14.625 | 15.525         | 14.275  | 15.975 | 15.200            | 15.075     | 90.675 |
| 13                                  | Philipp Boy                  | Allemagne       | 15.075 | 14.875         | 14.825  | 15.400 | 15.050            | 15.450     | 90.675 |
| 14                                  | Luis Rivera Rivera           | Porto Rico      | 15.250 | 15.025         | 15.225  | 16.025 | 14.375            | 14.275     | 90.175 |
| 15                                  | Adam Wong                    | Canada          | 14.325 | 14.550         | 15.050  | 15.700 | 15.350            | 14.825     | 89.800 |
| 16                                  | Anton Fokin                  | Ouzbékistan     | 14.525 | 15.150         | 14.700  | 15.575 | 16.125            | 13.675     | 89.750 |
| 17                                  | Nathan Gafuik                | Canada          | 15.325 | 13.475         | 14.375  | 16.175 | 15.275            | 15.000     | 89.625 |
| 18                                  | Flavius Koczi                | Roumanie        | 14.900 | 15.425         | 14.550  | 16.450 | 13.525            | 14.725     | 89.575 |
| 19                                  | Enrico Pozzo                 | Italie          | 15.250 | 14.625         | 13.850  | 15.600 | 14.600            | 15.450     | 89.375 |
| 20                                  | Daniel Keatings              | Grande-Bretagne | 14.850 | 15.700         | 14.000  | 15.800 | 14.425            | 14.225     | 89.000 |
| 21                                  | Thomas Bouhail               | France          | 15.200 | 13.400         | 13.650  | 15.850 | 14.425            | 14.475     | 87.000 |
| 22                                  | José Luis Fuentes Bustamante | Venezuela       | 14.175 | 13.650         | 13.900  | 15.250 | 15.175            | 14.150     | 86.300 |
| 23                                  | Dmitry Savitski (en)         | Biélorussie     | 13.725 | 13.750         | 15.300  | 15.900 | 13.400            | 10.100     | 82.175 |
| 24                                  | Chen Yibing                  | Chine           |        | 13.750         | 16.650  | 15.900 | 14.950            | 12.975     | 74.225 |